# Art of Fighting (jeu vidéo)
Pour les articles homonymes, voir Art of Fighting.
Art of Fighting (龍虎の拳, Ryūko no Ken au Japon) est un jeu vidéo de combat en 2D développé et édité par SNK sur Borne d'arcade (Neo-Geo MVS) et Neo-Geo AES en 1992 sur Neo-Geo CD (NGM / NGH 044), Mega Drive, Super Nintendo, PC-Engine (Arcade CD-ROM²),,.
Il s'agit du premier épisode de la série Art of Fighting. SNK récupère à l'époque du personnel de Capcom. Le character designer a réalisé ses personnages tel qu'il le souhaitait alors qu'il avait subi des contraintes pour Street Fighter 2, beaucoup considèrent Art of Fighting comme la véritable apparence que Street Fighter aurait dû recevoir.
Art of Fighting est le premier jeu de combat à intégrer un système de zoom. L'angle de vue se rapproche de l'action dès que les combattants sont proches l'un de l'autre. Les sprites apparaissent alors énormes.
Le jeu est réédité en 2017 sur Xbox One et PlayStation 4 sous le titre ACA NeoGeo: Art of Fighting.

## Synopsis
La sœur de Ryo Sakazaki a été enlevée. Ce dernier décide d'explorer la ville avec l'aide de son ami Robert Garcia pour la retrouver. Ils se retrouvent impliqués dans plusieurs combats.

## Système de jeu
Le système de jeu utilise quatre boutons :
- A: coup de poing
- B: coup de pied
- C: projection
- D: provocation

## Innovation
Zoom qui autorise des personnages dépassant les 3/4 de la taille de l'écran.
Le coup caché « Ryūko Ranbu » est la première « furie » à apparaître dans un jeu.
Le visage des personnages change d'apparence après impact (sang, hématome, perte de lunette).
Lorsque la jauge de vitalité se trouve au plus bas, le personnage donne des signes visuels de fatigue (bras qui tombent, bouche ouverte...).
Jauge spéciale pour la gestion des "coups spéciaux".
Projectiles de type "boule de feu" extrêmement rapides + projectiles surdimensionnés.
Possibilité de donner plusieurs coups lors d'un saut.
Possibilité de toucher plusieurs fois une victime qui tombe.

## Personnages
- Ryo Sakazaki
- Robert Garcia
- Ryuhaku Todoh
- Jack Turner
- King
- Lee Pai Long
- John Crawley
- Micky Rogers
- Mr. Big
- Takuma Sakazaki / Mr. Karate

## Équipe de développement
- Producteur : Eikichi Kawasaki
- Réalisateurs : Finish Hiroshi, Dog Akira, Matakichi.Chan, Mastang.2
- Programmeurs : John Guso, Cross.Moon D.S.K
- Artistes : Hatarakuogsan, Muta Teizon, Kama Kama, Tree.Village.Ken, Kylly Maclako, Pinkey.2, Lionheart, Tony.R.Oki, Outim Amadok Eel, Toyochan, 7.7812.8270.Kubo, Ayustat Shin 25, I000.Taroh Age22, Gynos.Crash!, Dir Tetsuzan, 555 Zi5han, Ahokamen.Boke, Bo.Bo, Kiritao.Y, Gmhenson Jr
- Artistes (décors) : Muramama.2, Take.P, Shimachan, Moriyan, H Skallter, Ug
- Artistes (son) : Paciorek, Papaya, Yamapyi, Jojouha Kitapy, Shimizum

## Doublage
- Ryo Sakazaki : Masaki Usui
- Robert Garcia : Eiji Yano
- King : Harumi Ikoma
- Lee : Eiji Yano
- Jack :
- John :
- Micky :
- Todo :